# Michael M. Watkins
Michael Watkins   est un ingénieur américain dans le domaine de l’ingénierie aérospatiale et, directeur du centre Jet Propulsion Laboratory (JPL) de la NASA de 2016 à 2022. Il succède alors à Charles Elachi. Il travaille depuis plus de 25 ans au JPL où il a été notamment responsable du développement de la charge utile scientifique des missions GRACE et GRACE Follow-on, responsable de la mission Mars Science Laboratory et responsable de la section chargée de la conception et de la navigation au sein du JPL. Il est titulaire d'une maitrise et d'un doctorat en ingénierie aérospatiale de l'Université du Texas à Austin. Il a publié plus de 100 articles dans des revues scientifiques